# Kostuchna (gromada)
Kostuchna – dawna gromada, czyli najmniejsza jednostka podziału terytorialnego Polskiej Rzeczypospolitej Ludowej w latach 1954–1972.
Gromady, z gromadzkimi radami narodowymi (GRN) jako organami władzy najniższego stopnia na wsi, funkcjonowały od reformy reorganizującej administrację wiejską przeprowadzonej jesienią 1954 do momentu ich zniesienia z dniem 1 stycznia 1973, tym samym wypierając organizację gminną w latach 1954–1972.
Gromadę Kostuchna z siedzibą GRN w Kostuchnie (obecnie w granicach Katowic) utworzono – jako jedną z 8759 gromad na obszarze Polski – w powiecie pszczyńskim w woj. stalinogrodzkim, na mocy uchwały nr 21/54 WRN w Stalinogrodzie z dnia 5 października 1954. W skład jednostki weszły obszary kolonii Boże Dary i Kostuchna z dotychczasowej gromady Podlesie (obejmujące: (A) niektóre parcele z karty 1 obrębu Podlesie; (B) karta 21 – częściowo należąca do gromady Podlesie, i karta 22 – należąca w całości do gromady Podlesie, obie z obrębu Górne Lasy Pszczyńskie; oraz (C) karta 3 – częściowo – z obrębu Piotrowice, należąca do powiatu pszczyńskiego) ze zniesionej gminy Podlesie w tymże powiecie, a także kolonia Kostuchna z miasta Stalinogród (miasto na prawach powiatu).
13 listopada 1954 (z mocą obowiązująca wstecz od 1 października 1954) gromada weszła w skład nowo utworzonego powiatu tyskiego w tymże województwie, gdzie równocześnie została zniesiona w związku z nadaniem jej statusu osiedla, dla którego ustalono 27 członków osiedlowej rady narodowej.
29 lutego 1956 do osiedla Kostuchna włączono obszar o powierzchni 81,4999 ha z gromady Podlesie w tymże powiecie; z osiedla Kostuchna do gromady Podlesie włączono natomiast niektóre parcele z karty 1 obrębu Piotrowice.

1 stycznia 1967 osiedle Kostuchna otrzymało prawa miejskie a 27 maja 1975 miasto włączono do Katowic. 1 stycznia 1973 w powiecie tyskim powstała też gmina Kostuchna (składająca się z sołectw Podlesie i Zarzecze), którą 27 maja 1975 włączono również do Katowic.